# Sir Benfro
Sir Benfro (en anglès, Pembrokeshire) és un comtat del sud-oest de Gal·les.

## Geografia
Sir Benfro és un comtat gal·lès de costa, unit a la resta del país pels comtats de Ceredigion al nord-est i pel de Sir Gaerfyrddin a l'est.

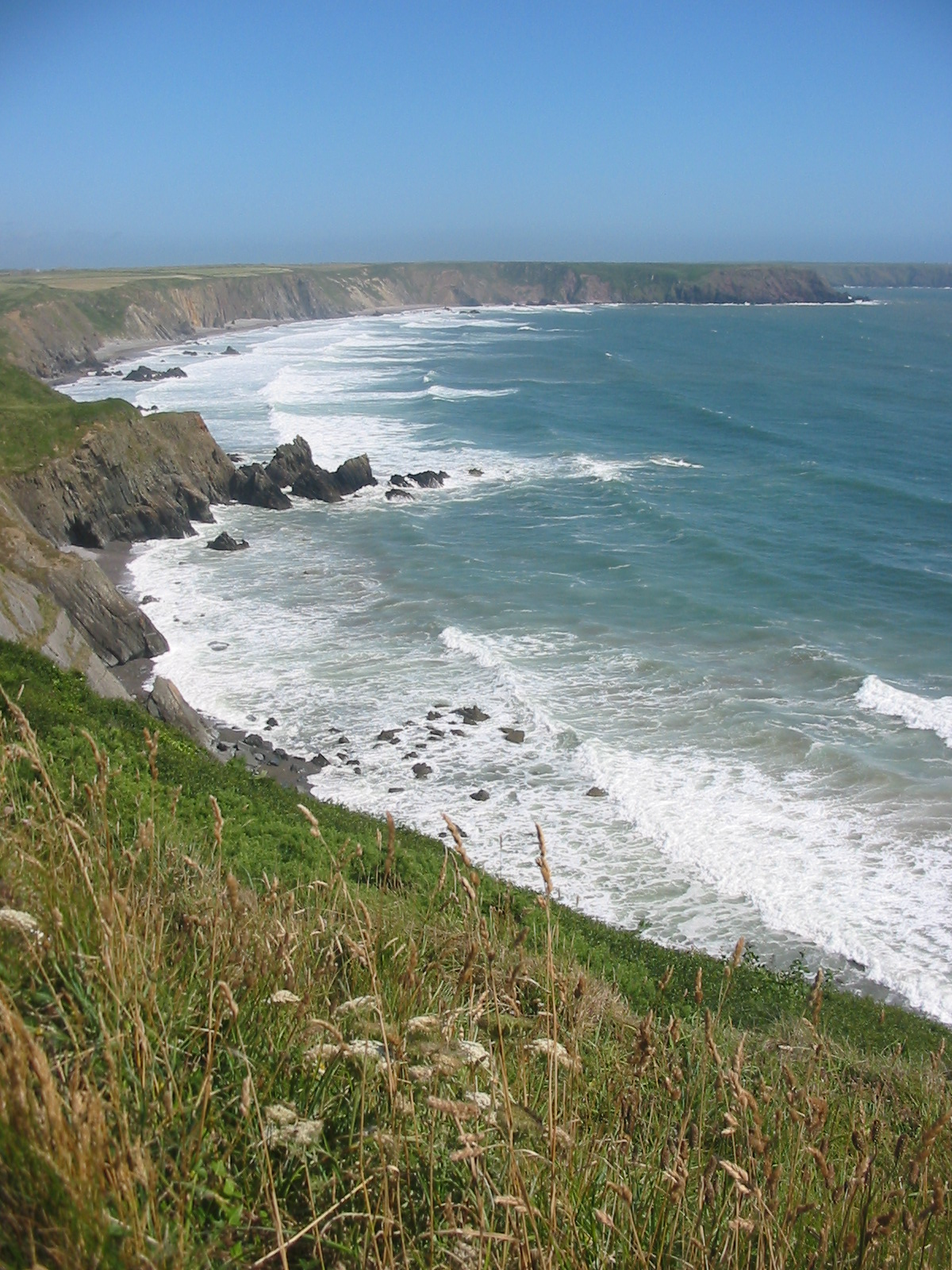
Península de Marloes, costa de Sir Benfro

Té una població de 114.000 habitants, segons el cens del 2001. La seva capital administrativa i històrica és Hwlffordd; altres ciutats d'importància són Penfro, Doc Penfro, Aberdaugleddau, Abergwaun, Dinbych-y-Pysgod, Saundersfoot, Arberth, Neyland i Trefdraeth. Tyddewi, a l'oest, és la ciutat més petita de la Gran Bretanya. El seu punt més alt es troba a Foel Cwmcerwyn (536 m d'altitud).
El comtat s'enorgulleix de tenir 275 quilòmetres d'una costa magnífica, amb importants zones de nidificació d'ocells i moltes badies i platges. La major part d'aquesta extensió és la reserva natural del Parc Cenedlaethol Arfordir Penfro (Pembrokeshire Coast National Park). Aberdaugleddau, un gran estuari i port natural que s'endinsa terra endins, està format per la confluència dels rius Cleddau Occidental (que creua Hwlffordd), Cleddau Oriental, Cresswell i Caeriw; un pont, el Cleddau Bridge, el creua per permetre l'A477 unir Neyland i Doc Penfro: els següents ponts Cleddaus amunt són a Hwlffordd i al Canaston Bridge.
Les badies més importants són les de Trefdraeth, Abergwaun i Sain Ffraid, i les illes més grans són Ynys Bŷr, Ynys Dewi i Skomer.
A la zona nord del comtat hom pot visitar Mynyddoedd Y Preseli, una àmplia zona de turons coberts de bruguerar, amb molts monuments prehistòrics. La resta de la regió és força plana, i la majoria de la terra està dedicada a l'agricultura.

## Història

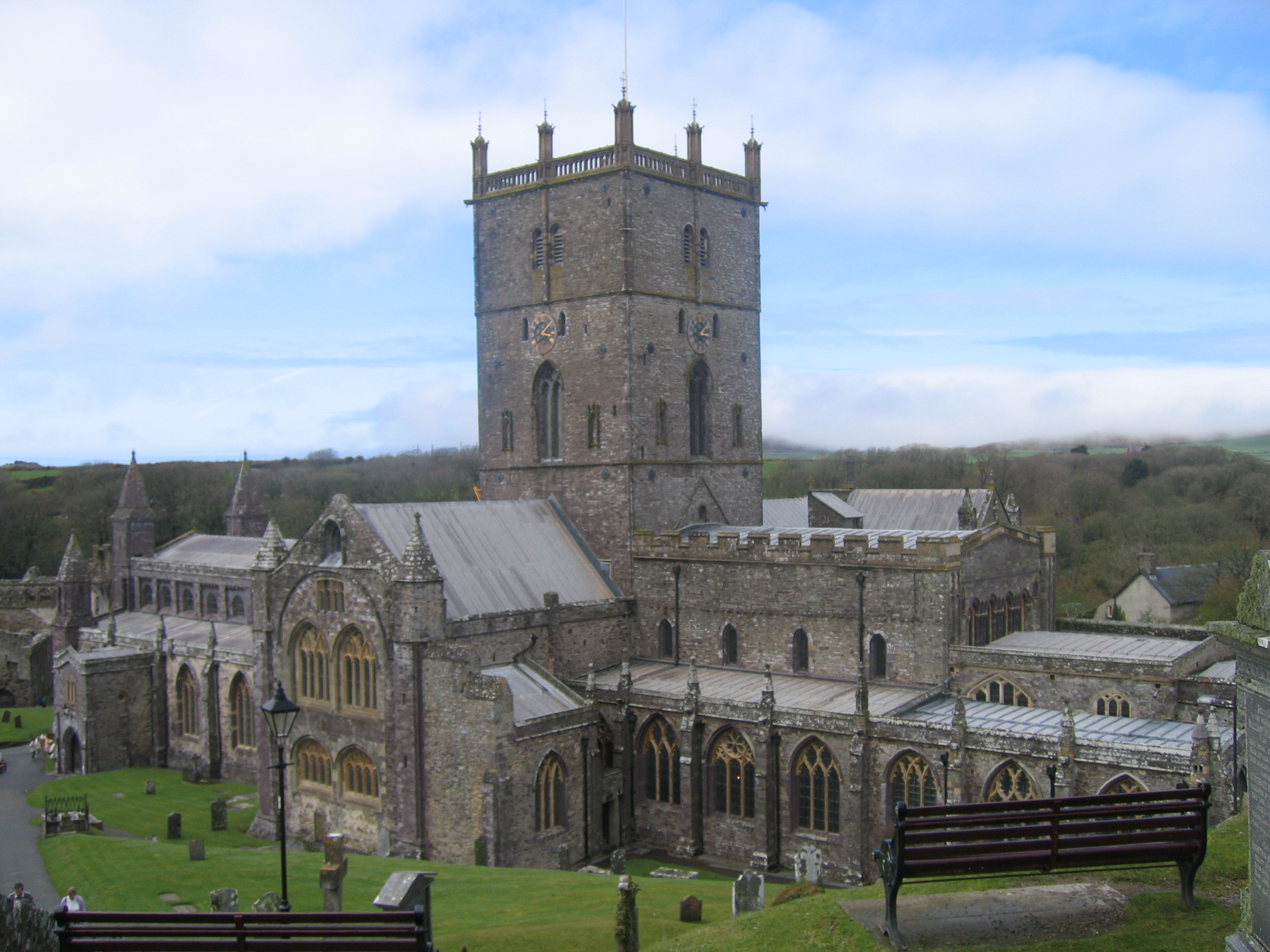
Catedral de Sant David, a Tyddewi

El comtat fou establert en 1138 pel rei normand Esteve de Blois com a terreny de marca, amb Gilbert de Clare com a primer comte. El comtat és creuat pel mig per la línia Landsker que en l'actualitat separa les terres predominantment gal·loparlants de les angloparlants. En l'edat mitjana, la frontera era més política, i un gran nombre de fortaleses d'un i altre bàndol en marcaven el curs.

### El comtat històric
Té una extensió de 1.599 km² i la seva capital és Hwlffordd. Està envoltat pels de Sir Gaerfyrddin a l'est, Sir Aberteifi al nord-est, el Canal de Sant Jordi al nord-oest i el Canal de Bristol (Môr Hafren en gal·lès) al sud.

### Bandera
La bandera no oficial del comtat és una creu groga sobre camp blau. En el centre de la creu hi ha un pentàgon verd amb una gran rosa Tudor vermella i blanca.

## Govern local
D'acord amb la Local Government Act del 1888, un consell comtal (county council) es faria càrrec de les funcions del Pembrokeshire Quarter Sessions. Aquest consell, i el mateix comtat administratiu, foren abolits per la Local Government Act del 1972 que, a petició de les autoritats locals, dividí l'extensió en dos districtes englobats en el nou comtat de Dyfed: South Pembrokeshire i Preseli. La Local Government (Wales) Act del 1994 restablí l'antiga situació i Sir Benfro es convertí en una Autoritat Unitària.

## Agricultura, ramaderia i pesca
Un clima suau permet que collites com les de les famoses patates noves arribin a les botigues britàniques abans que les collides en altres parts de Gran Bretanya. Altres activitats agrícoles són la ramaderia per l'obtenció de llet i formatge, la cria d'ovelles, la ramaderia per a carn i determinats cultius, com la colza. Un progressiu descens de la rendibilitat agrícola ha portat a una diversificació cap a productes nous i l'explotació d'activitats turístiques paral·leles. De 1700 km² de terra, vora 126,000 (74%) estan dedicats a l'agricultura; la major part (60%) són prats i només un 26% està cultivat. La renda agrícola està per sota de la mitjana del Regne Unit, però el sector encara dona feina a 7.000 treballadors.
La potent indústria pesquera que hi havia hagut en la zona d'Aberdaugleddau ha disminuït força, encara que s'hi manté una certa activitat de comercialització.

## Llocs d'interès
| - Castell de Caeriw - Castell de Cas-Wis - Castell de Cresswell - Castell de Hwlffordd - Castell de Llanhuadain - Castell de Maenorbŷr - Castell de Penfro - Castell de Picton - Catedral de Tyddewi - Far de l'illa de Meicl | - les illes Gwales, Ynys Bŷr, Ynys Catrin, Ynys Dewi, Skomer i Ynys Sgoc-holm - el sender Pembrokeshire Coast Path - les muntanyes Mynyddoedd Y Preseli - Dwrhyd Pit | - Pembrokeshire Motor Museum - Oakwood Theme Park - Dinbych-y-Pysgod |